# Franziska Nisch
Franziska Nisch (18 de setembro de 1882 - 8 de maio de 1913) foi uma freira católica romana alemã. Nisch também era membro das Irmãs da Misericórdia da Santa Cruz de Ingenbohl e assumiu o novo nome de " Ulrika " após se tornar freira. Ela executou uma ampla gama de tarefas para atender às necessidades daqueles que precisavam de ajuda.
O Papa João Paulo II presidiu a sua beatificação em 1 de novembro de 1987, após o reconhecimento de uma cura que foi atribuída a ela como um milagre.

## Vida
Franziska Nisch nasceu em 18 de setembro de 1882 como a primeira de onze filhos. Seus pais eram pobres. Após sua educação, ela não teve escolha a não ser apoiar seus pais e irmãos e também doou seus serviços para outras famílias.
Ela foi atingida por uma doença grave em 1903 e foi internada em um hospital onde conheceu uma ordem religiosa. Após alguma exposição a eles, seu sentimento de que deveria ingressar na vida religiosa cresceu e ela decidiu que sua verdadeira missão era tornar-se uma religiosa professa. Ela foi admitida na ordem e assumiu o nome de "Ulrika" depois de fazer sua profissão formal em 24 de abril de 1907. Nisch foi enviada para a cozinha de um hospital para trabalhar e posteriormente na casa de São Vicente de Baden-Baden, onde permaneceu até agosto de 1912.
Nisch morreu em 1913 depois que ela contraiu tuberculose.

## Beatificação

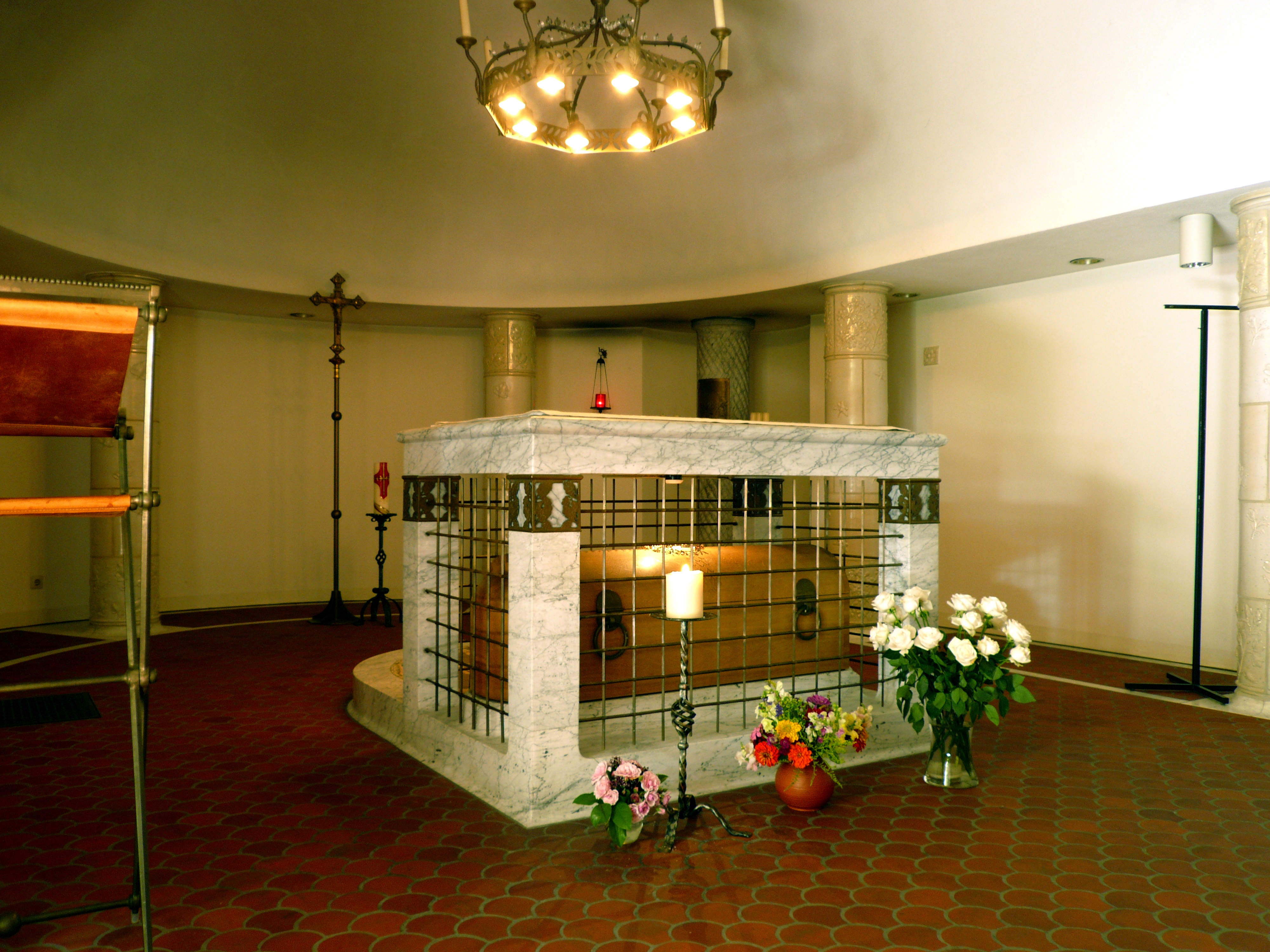
Túmulo

O processo de beatificação começou em Friburgo em um tribunal diocesano local em 24 de novembro de 1952 e foi concluído em 10 de agosto de 1953. Isso ocorreu apesar do fato de que a causa não foi aberta em nível formal até 31 de julho de 1981, que lhe concedeu o título de Serva de Deus. A Positio - documentação sobre sua vida e relatos de sua virtude - foi compilada após o processo diocesano e apresentada à Congregação para as Causas dos Santos em Roma em 1983. O Papa João Paulo II aprovou sua vida de virtude heroica e declarou-a Venerável em 14 de dezembro de 1984.

O tribunal diocesano para um milagre atribuído à sua intercessão foi aberto em 17 de dezembro de 1979 e concluiu sua investigação em 4 de junho de 1981; recebeu sua ratificação formal para confirmar que o processo era válido em 18 de novembro de 1983. João Paulo II aprovou o milagre no início de 1987 e a beatificou em 1º de novembro de 1987.